# Kriegerdenkmal (Weimar)

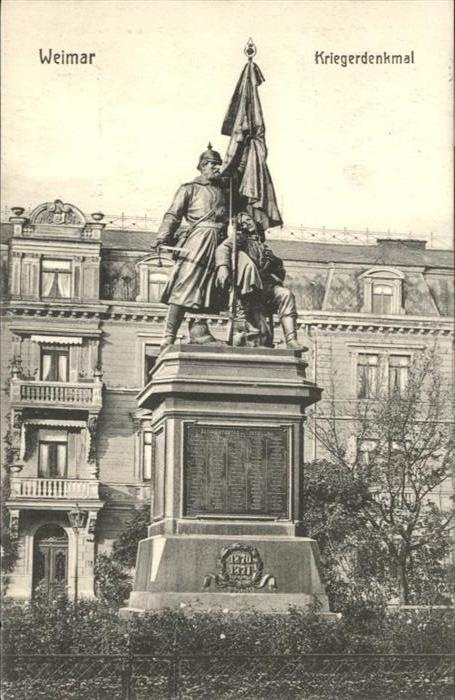
Kriegerdenkmal Weimar

Das einstige Kriegerdenkmal Weimar am ehemaligen Watzdorfplatz wurde 1875 von Robert Härtel geschaffen. Es erinnert an die Opfer des Deutsch-Französischen Krieges von 1870/71.

## Geschichte
Auf einem Sockel mit den Namen der Gefallenen stellte es einen bärtigen älteren Soldaten dar, die Fahne hochhaltend, neben dem ein junger sterbender knieend zu sehen ist, der gerade ins Herz getroffen wurde.
Die Einweihungsfeier fand am 12. Mai 1878 statt. Der Guss in Bronze wurde in der Gießerei Howald realisiert. An das Denkmal erinnern einige Fotografien. Die vier Bronzetafeln mit den Namen der Gefallenen wurden auf der Südseite der Gedächtnishalle auf dem Historischen Friedhof Weimar angebracht.  Die vier Gedenkplatten des von 1878 bis 1945 auf dem heutigen Buchenwaldplatz gestandenen Härtel'schen Denkmals für die im Krieg 1870/71 Gefallenen des 5. Thüringischen Infanterieregiments Nr. 94 und der Stadt Weimar befinden sich heute auf dem Historischen Friedhof an der Außenwand der Gedächtnishalle für die 1341 Gefallenen des Ersten Weltkrieges. Dabei handelte es sich zumindest für den Deutsch-Französischen Krieg von 1870/71 um Angehörige des Infanterie-Regiment Großherzog von Sachsen (5. Thüringisches) Nr. 94. Der ranghöchste Gefallene war der Kommandeur dieses Regiments Oberst Julius von Bessel.
Heute befindet sich an dem Ort das 1958 errichtete Ernst-Thälmann-Denkmal von Walter Arnold. Die Gesamtanlage um die Thälmann-Statue inkl. der Wohnbauten an der Nordseite des Platzes schufen die Architekten Otto Englberger und Siegfried Tschierschky.